# Teleki János (1893–1946)
Vitéz gróf széki Teleki János (Koltó, Szatmár vármegye, 1893. november 2. – Degersheim, Svájc, 1946. június 10.) huszárszázados, a Vitézi rend tagja, a Nemzeti Egységes Párt (NEP) egyik tevékeny országgyűlési képviselője, földbirtokos, Bács-Bodrog vármegye örökös törvényhatósági bizottsági tagja.

## Családja és származása
A széki gróf Teleki család leszármazottja, aki a római katolikus koltói ághoz tartozott. Apja idősebb széki gróf Teleki János (1868–1937), koltói nagybirtokos, anyja az alsócsernátoni Damokos családból alsócsernátoni Damokos Gabriella (1873–1938) volt. 1908-ban az idősebb gróf Teleki János által birtokolt koltói gazdaság összterülete 2420 kataszteri holdas volt, és hozzátartozott a Szakállasfalu, Remete, Magyarberkesz határába eső részek is; a koltói kastély 4000 kötetes könyvtárral rendelkezett. A koltói kastélyt és birtokot 1936-ban a Teleki család kényszerült eladni a román államnak politikai okok miatt. Apai nagyapja, a híres "Vadgróf" gróf széki Teleki Sándor (1821–1892) 1848–49-es honvédezredes, olasz tábornok, főrendiházi tag és a Petőfi Társaság tagja volt. Anyai nagyszülei alsócsernátoni Damokos László (1837–1905) országgyűlési képviselő, és domahidai Domahidy Irén (1851–1915) voltak. Teleki János testvérei: széki gróf Teleki István (1896–1962); széki gróf Teleki Margit (1902–1962), báró losonczi Bánffy Dezsőné, majd csicsókeresztúri Torma Miklósné; széki gróf Teleki Gabriella (1904–1982), akinek a férje, nagycsepcsényi és muthnai Vladár Ervin (1897–1984) genfi magyar főkonzul; és széki gróf Teleki Ferenc (1913–1943).

## Élete
Középiskoláit Kalocsán és Brassóban végezte, majd katonai pályára lépett, és a bécsújhelyi katonai akadémiát kitüntetéssel végezte el. Az első világháború alatt az orosz, román és olasz fronton teljesített harctéri szolgálatot. 1918-ban, mint többszörösen kitüntetett huszárszázados, kilépett a hadsereg kötelékéből. Harctéri sérülései következtében ötvenszázalékos hadirokkant. A Hadirokkantak Országos Nemzeti Szövetségének Országos társelnöke is volt. Miután a Szatmár és Bácskai vármegyei birtokainak nagy részét a románok elfoglalták, Budapestre költözött, és 1920-ban a Magyar Általános Takarékpénztár szolgálatába lépett; éveken keresztül szorgalmasan emelkedett fel a ranglétrán,  pénztárosa lett, majd 1927-ben már osztályvezető igazgató volt. Fivére Teleki István gróf a Magyar Mezőgazdák Szövetkezeténél tisztviselőként dolgozott.
1932-ben a banki állásáról lemondott és a Magyar Teherfuvarozók Országos Szövetségét alakította meg. 1935-ben a regőcei kerület választotta meg országgyűlési képviselőnek a Nemzeti Egységes Párt (NEP) programjával. A Parlamentben főként kereskedelmi, közlekedési és iparügyi problémákkal foglalkozott. Bács-Bodrog vármegye törvényhatósága 1937-ben örökös tagjává választotta nagy érdemei elismeréséül.
Az 1939-es országgyűlési választásokon a jánoshalmi kerületen ismét győzött. Elnöke volt a Közhasznú Gépjármű Vállalatok Országos Érdekképviseletének, tagja az Országos Magyar idegenforgalmi Tanácsnak és az Országos Közlekedési Bizottságnak. A második világháború végén elhagyta az országot feleségével és fiával együtt, és Svájcba emigráltak. Emigrálásukkor nagy segítséget kapott régi jó barátjának és tisztelőjének boldogfai Farkas Endre (1908–1994) vezérkari őrnagynak a befolyásos apósától, Lenz József (1897–1965) kereskedelmi tanácsostól.
1946. június 10-én hirtelen szívszélhűdésben hunyt el Svájcban. Családja Argentínába emigrált.

## Házassága és gyermeke
1919. március 11.-én Budapesten vette el apatini Fernbach Márta (*Zombor, Bács-Bodrog vármegye, 1897. május 10.– †San Isidro, Buenos Aires tartomány, Argentína, 1979. december 3.) kisasszonyt, apatini Fernbach Károly (1868–1937), Bács-Bodrog vármegye és Zombor város főispánja, országgyűlési képviselő, és bozsóki Karácson Dóra (1787–1934) lányát. Az apai nagyszülei apatini Fernbach Bálint (1832–1897), nagybirtokos, és Will Anna (1836–1910) voltak. Fernbach Bálint 1896. október 2-án magyar nemességet, családi címert és az "apatini" nemesi előnevet szerezte meg adományban I. Ferenc József magyar királytól. Az anyai nagyszülei dozsóki Karácson Gyula (1842–1930), Bács-Bodrog vármegye alispánja, királyi tanácsos, a Vaskorona rend lovagja, valamint sámi Jakobcsits Olga (1855–1937) voltak. Nemes Karácson Gyula nyugalmazott alispán 1908. október 6-án a "bozsóki" nemesi előnevet adományban szerezte I. Ferenc József magyar királytól. Teleki János gróf és Fernbach Márta házasságából született:
- széki gróf Teleki Károly János (1920–2009) okleveles mérnök. Felesége: somogyvári Somogyi Ilona.

## Származása
| széki gróf Teleki János (Koltó, Szatmár vármegye, 1893. november 2. – Degersheim, Svájc, 1946. június 10.) huszárszázados, a Vitézi rend tagja, országgyűlési képviselő, földbirtokos. | Apja: széki gróf Teleki János (*Bagni di Lucca, Olasz Királyság, 1868. december 27.–†Budapest, 1937. október 2.) koltói nagybirtokos | Apai nagyapja: széki gróf Teleki Sándor János József (*Kolozsvár, 1821. január 27.–†Nagybánya, 1892. április 18.) 1848-49-es honvédezredes, olasz tábornok, főrendiházi tag, nagybirtokos, és a Petőfi Társaság tagja, Petőfi Sándor "vad grófja". | Apai nagyapai dédapja: széki gróf Teleki János (*Sármás, 1792. május 18.–†Kolozsvár, 1860. szeptember 13.) császári és királyi kamarás, nagybirtokos (Szülei: széki gróf Teleki József és zabolai gróf Mikes Mária)                                                             |
| széki gróf Teleki János (Koltó, Szatmár vármegye, 1893. november 2. – Degersheim, Svájc, 1946. június 10.) huszárszázados, a Vitézi rend tagja, országgyűlési képviselő, földbirtokos. | Apja: széki gróf Teleki János (*Bagni di Lucca, Olasz Királyság, 1868. december 27.–†Budapest, 1937. október 2.) koltói nagybirtokos | Apai nagyapja: széki gróf Teleki Sándor János József (*Kolozsvár, 1821. január 27.–†Nagybánya, 1892. április 18.) 1848-49-es honvédezredes, olasz tábornok, főrendiházi tag, nagybirtokos, és a Petőfi Társaság tagja, Petőfi Sándor "vad grófja". | Apai nagyapai dédanyja: zabolai gróf Mikes Erzsébet (*1802.–†Kolozsvár, 1882. március 29.) csillagkeresztes hölgy (Szülei: zabolai gróf Mikes János és zabolai gróf Mikes Róza)                                                                                                 |
| széki gróf Teleki János (Koltó, Szatmár vármegye, 1893. november 2. – Degersheim, Svájc, 1946. június 10.) huszárszázados, a Vitézi rend tagja, országgyűlési képviselő, földbirtokos. | Apja: széki gróf Teleki János (*Bagni di Lucca, Olasz Királyság, 1868. december 27.–†Budapest, 1937. október 2.) koltói nagybirtokos | Apai nagyanyja: Litez de Tiverval Mathilde (*Charleville, Franciaország, 1836. június 21.–†Nagybánya, 1910. szeptember 23.) | Apai nagyanyai dédapja: Litez de Tiverval Philippe (*Avignon, Franciaország, 1801. január 18.– †Párizs, Franciaország, 1859. január 6.) (Szülei: Jacques Nicolas Litez Tiverval és Marie Anne Monin)                                                                            |
| széki gróf Teleki János (Koltó, Szatmár vármegye, 1893. november 2. – Degersheim, Svájc, 1946. június 10.) huszárszázados, a Vitézi rend tagja, országgyűlési képviselő, földbirtokos. | Apja: széki gróf Teleki János (*Bagni di Lucca, Olasz Királyság, 1868. december 27.–†Budapest, 1937. október 2.) koltói nagybirtokos | Apai nagyanyja: Litez de Tiverval Mathilde (*Charleville, Franciaország, 1836. június 21.–†Nagybánya, 1910. szeptember 23.) | Apai nagyanyai dédanyja: Harriett Oxley (*Cawood, Yorkshire, Anglia, 1802. április 12.–†Koltó, 1887.) (Szülei: Malin Oxley és Mary Watson) |
| széki gróf Teleki János (Koltó, Szatmár vármegye, 1893. november 2. – Degersheim, Svájc, 1946. június 10.) huszárszázados, a Vitézi rend tagja, országgyűlési képviselő, földbirtokos. | alsócsernátoni Damokos Gabriella (*Angyalos, 1873. január 20.–†Budapest, 1938. augusztus 29.)                                        | Anyai nagyapja: alsócsernátoni Damokos László (*Kisberezsnye, 1838. május 1. –†Fehérgyarmat, 1905. szeptember 27.) jogász, országgyűlési képviselő, királyi táblai-bíró                                                                            | Anyai nagyapai dédapja: alsócsernátoni Damokos Ferenc (*Alsócsernáton, 1788. február 12.– †Alsócsernáton, 1871. szeptember 28.) földbirtokos (Szülei: alsócsernátoni Damokos Elek és kisborosnyói Tompa Krisztina)                                                              |
| széki gróf Teleki János (Koltó, Szatmár vármegye, 1893. november 2. – Degersheim, Svájc, 1946. június 10.) huszárszázados, a Vitézi rend tagja, országgyűlési képviselő, földbirtokos. | alsócsernátoni Damokos Gabriella (*Angyalos, 1873. január 20.–†Budapest, 1938. augusztus 29.)                                        | Anyai nagyapja: alsócsernátoni Damokos László (*Kisberezsnye, 1838. május 1. –†Fehérgyarmat, 1905. szeptember 27.) jogász, országgyűlési képviselő, királyi táblai-bíró                                                                            | Anyai nagyapai dédanyja: kisborosnyói Tompa Terézia (*1800.–†Alsócsernáton, 1867. szeptember 8.) (Szülei: kisborosnyói Tompa Ádám és kisborosnyói Tompa Terézia) |
| széki gróf Teleki János (Koltó, Szatmár vármegye, 1893. november 2. – Degersheim, Svájc, 1946. június 10.) huszárszázados, a Vitézi rend tagja, országgyűlési képviselő, földbirtokos. | alsócsernátoni Damokos Gabriella (*Angyalos, 1873. január 20.–†Budapest, 1938. augusztus 29.)                                        | Anyai nagyanyja: domahidai Domahidy Irén (*Angyalos, 1851. július 3. –†Fehérgyarmat, 1915. június 1.) | Anyai nagyanyai dédapja: domahidai Domahidy Ferenc (*Angyalos, 1824. október 14.–†Budapest, 1902. január 28.) Szatmár vármegye főispánja, a Lipót-rend lovagja, 1848-as honvédhuszár százados (Szülei: domahidai Domahídy Menyhért és nagydobai és marosdécsei Décsey Erzsébet) |
| széki gróf Teleki János (Koltó, Szatmár vármegye, 1893. november 2. – Degersheim, Svájc, 1946. június 10.) huszárszázados, a Vitézi rend tagja, országgyűlési képviselő, földbirtokos. | alsócsernátoni Damokos Gabriella (*Angyalos, 1873. január 20.–†Budapest, 1938. augusztus 29.)                                        | Anyai nagyanyja: domahidai Domahidy Irén (*Angyalos, 1851. július 3. –†Fehérgyarmat, 1915. június 1.) | Anyai nagyanyai dédanyja: kenesei Kenessey Jozefin (*Csajág, 1834. május 28. –†Nagykároly, 1891. február 19.) (Szülei: kenessei Kenessey Ignác és szalmavári Kováts Eszter) |